# Juan Alonso Colmenares
Juan Alonso Colmenares (Valencia, 1814-Guipúzcoa, 1880) fue un político español.

## Reseña biográfica
Fue hijo del juez y ministro José Alonso Ruiz de Conejares. Era hermano del también político Eduardo Alonso Colmenares. Un tercer hermano, José, fue juez de diversas audiencias. Su familia fue partidaria de la corriente progresista en el siglo XIX.
Inició su carrera en la Secretaría de la Subdelegación Principal de Fomento de la provincia de Ávila en 1834. Trabajó después en las Secretarías de Gobierno de la provincia de Murcia (1837), Guipúzcoa (1843) y Navarra (1853). 
Fue diputado por la circunscripción de Ávila entre 1854 y 1856.
En 1860 fue gobernador civil de la provincia de Huesca. Fue luego gobernador civil de la provincia de Zaragoza por R. D. de 7 de noviembre. Tomó posesión el 13 de noviembre de 1863 y lo ocupó hasta el 1 de enero de 1864. Dado que en la época no se había separado el gobierno civil de la presidencia de la Diputación provincial, se le menciona en algunos listados como presidente de la Diputación Provincial de Zaragoza.
En 1865 fue secretario en comisión del Gobierno de la provincia de Madrid y jefe de la sección de Orden Público del Ministerio de la Gobernación.
De 1865 a 1866 fue diputado a Cortes por el distrito electoral de Huesca. Falleció el 4 de agosto de 1880 en Guipúzcoa.